# اللمع في العربية (كتاب)
كتاب: «اللمع في العربية» لأبي الفتح عثمان ابن جني هو أحد كتب علوم النحو والصرف وقد جمع فيه جملة قواعد الإعراب وعلوم اللغة.
واشتهر هذا الكتاب بالإضافة إلى شهرة مؤلفه، فان الكتاب يجمع أحكام النحو وبعض أحكام الصرف باختصار.
وقد اهتم العلماء بهذا الكتاب فشرحه العديد منهم.

## شروح الكتاب
من أبرز هذه الشروح:
1. شرح أبي القاسم عمر بن ثابت الثمانيني ت 442 هـ
2. شرح الأصفهانى أبى الحسن على بن الحسين الباقولى ت 443 هـ
3. شرح ابن برهان العكبرى أبو القاسم عبد الواحد بن على الأسدى ت 456 هـ
4. شرح أبي نصر الحسن بن أسد بن الحسن الفارقي ت 482 هـ «التصنيف البديع في شرح اللمع»
5. شرح الحسن بن علي بن محمد بن عبد العزيز الطائي ت 498 هـ
6. شرح الواسطي أبي نصر القاسم بن محمد بن مناذر.
7. شرح محمود بن حمزة بن نصر الكرماني المتوفَّى بعد الخمسمئة باسم النظامي في النحو.
8. شرح أبي القاسم ناصر بن أحمد بن بكر ت 507 هـ
9. كتاب البيان في شرح اللمع لابن جني إملاء ابي البركات عمر بن إبراهيم العلوي الزيدي الكوفي (442-539هـ)
10. شرح أبي السعادات هبة الله بن علي عبد الله العلوي المعروف بابن الشجري البغدادي ت 542 هـ
11. شرح أبي عبد الله المعروف بابن حميدة النحوي ت 550 هـ
12. شرح ابن الخشاب أبي محمد عبد الله بن أحمد ت 567 هـ
13. شرح أبي محمد سعيد بن المبارك بن علي المعروف بابن الدهان ت 569 هـ
14. شرح أسعد بن نصر بن أسعد أبي منصور العيرتي ت 589 هـ
15. شرح أبي الحسن الباقولي علي بن الحسين الضرير الأصفهاني ت 543 هـ وطبع بتحقيق الأستاذ إبراهيم بن محمد أبو عباة.
16. شرح أبي الحسن علي بن الحسن بن عنتر بن ثابت الحلي الأديب المعروف بشميم ت 601 هـ «المخترع في شرح اللمع»
17. شرح العكبري ت 616 هـ اوالمسمى لمتبع في شرح اللمع. طبع في جامعة قاريونس في ليبيا
18. شرح أبي محمد القاسم بن عمر بن منصور الواسطي ت 626 هـ
19. شرح المالقي المعروف بالخفاف ت 657 هـ
20. شرح أحمد بن عبد الله المهابذي الضرير من تلاميذ عبد القاهر الجرجاني.
21. شرح يحيى بن علي بن محمد بن الحسن بن محمد بن موسى بن بسطام الشيباني أبي زكريا التبريزي ت 502 هـ
22. شرح شواهد اللمع لابن هشام الأنصاري «الروضة الأدبية في شرح العلوم العربية»
23. شرح اللمع لابن الخباز «الإلماع في شرح اللمع».[3]

## المؤلف
أبو الفتح عثمان بن جني المشهور بـابن جني عالم نحوي كبير، ولد بالموصل عام 322 هـ.

### من أبرز شيوخه
1. أبو علي الفارسي
2. أبو الفرج الأصفهاني
3. ابن مقسم العطار